# Либерти Сентер (Охајо)
Либерти Сентер (енгл. Liberty Center) град је у америчкој савезној држави Охајо.

## Демографија
По попису из 2010. године број становника је 1.180, што је 71 (6,4%) становника више него 2000. године.
| Група             | 2000.         | 2010.         |
| Белци             | 1.082 (97,6%) | 1.126 (95,4%) |
| Афроамериканци    | 0 (0,0%)      | 1 (0,1%)      |
| Азијати           | 1 (0,1%)      | 2 (0,2%)      |
| Хиспаноамериканци | 18 (1,6%)     | 39 (3,3%)     |
| Укупно            | 1.109         | 1.180         |